# Френсіс Бухгольц
Фре́нсіс Бу́хгольц (нім. Francis Buchholz; *19 лютого 1954, Ганновер) — німецький басист. Колишній учасник гурту Scorpions. Народився 19 лютого 1954 року у м. Ганновер, Німеччина. Окрім Scorpions грав у Гановерських рок- і блюз- гуртах. Нині музичною діяльністю не займається. Виховує трьох дітей.